# Auzécourt
Auzécourt est une ancienne commune française du département de la Meuse en région Grand Est. Elle est associée à la commune de Noyers-le-Val depuis 1972.

## Géographie
Auzécourt est située sur la rive gauche de la Chée.

## Toponymie
Cette localité est mentionnée sous le nom de  Alzeicurtis au XIIe siècle ; il s'agit d'un nom de personne germanique Alsedus suivi du latin cortem.

## Histoire
Avant 1790, ce village dépend du Barrois mouvant et du diocèse de Châlons.
Le 1er juillet 1972, la commune d'Auzécourt est rattachée sous le régime de la fusion-association à celle de Noyers-le-Val qui devient Noyers-Auzécourt.

## Politique et administration
| Période                                  | Période | Identité                        | Étiquette | Qualité                                                                                           |
| ---------------------------------------- | ------- | ------------------------------- | --------- | ------------------------------------------------------------------------------------------------- |
| 1919                                     | 1945    | Louis Courot                    | AD        | Propriétaire agricole Sénateur (1935-1940) Conseiller général du canton de Vaubecourt (1926-1940) |
| 1945                                     |         | Léon Courot (fils du précèdent) | DVD       | Propriétaire agricole Conseiller général du canton de Vaubecourt (1945-1979)                      |
| Les données manquantes sont à compléter. |         |                                 |           |                                                                                                   |

## Démographie
| 1793 | 1800 | 1806 | 1821 | 1831 | 1836 | 1841 | 1846 | 1851 |
| ---- | ---- | ---- | ---- | ---- | ---- | ---- | ---- | ---- |
| 394  | 357  | 351  | 298  | 325  | 305  | 302  | 271  | 280  |

| 1856 | 1861 | 1866 | 1872 | 1876 | 1881 | 1886 | 1891 | 1896 |
| ---- | ---- | ---- | ---- | ---- | ---- | ---- | ---- | ---- |
| 245  | 254  | 240  | 216  | 195  | 195  | 183  | 165  | 166  |

| 1901 | 1906 | 1911 | 1921 | 1926 | 1931 | 1936 | 1946 | 1954 |
| ---- | ---- | ---- | ---- | ---- | ---- | ---- | ---- | ---- |
| 181  | 179  | 173  | 132  | 150  | 140  | 130  | 155  | 137  |

| 1962 | 1968 | - | - | - | - | - | - | - |
| ---- | ---- | - | - | - | - | - | - | - |
| 124  | 104  | - | - | - | - | - | - | - |